# İrfan Yıldırım
İrfan Yıldırım, né Ivan Hryshyn (né le 26 juillet 1988) est un athlète ukrainien, naturalisé turc, spécialiste du lancer du disque.
Il mesure 2,00 m pour 96 kg.
Son meilleur lancer est de 64,96 m à Donetsk le 2 août 2011.
13e en qualifications lors des Championnats d'Europe à Barcelone en 58,61 m, il ne fait guère mieux l'année précédente à Berlin (10e, en 59,93 m). Il a remporté la Coupe d'Europe hivernale de sa catégorie en 2009 à Puerto de la Cruz en 62,33 m, après avoir été deuxième à Split en 2008 (60,00 m). Il avait remporté la médaille d'argent lors des Championnats d'Europe junior de 2007 à Hengelo en 62,28 m (avec le disque de 1,75 kg) ainsi que lors des Championnats d'Europe espoirs d'athlétisme 2009.